# Кенсингтон (Калифорнија)
Кенсингтон (енгл. Kensington) насељено је место без административног статуса у америчкој савезној држави Калифорнија.

## Демографија
По попису из 2010. године број становника је 5.077, што је 141 (2,9%) становника више него 2000. године.
| Група             | 2000.         | 2010.         |
| Белци             | 3.942 (79,9%) | 3.796 (74,8%) |
| Афроамериканци    | 126 (2,6%)    | 131 (2,6%)    |
| Азијати           | 522 (10,6%)   | 610 (12,0%)   |
| Хиспаноамериканци | 172 (3,5%)    | 263 (5,2%)    |
| Укупно            | 4.936         | 5.077         |